# 許光宅
許光宅（？—？），山東夏津县人，清朝政治人物、貢士出身。
順治初年，歲貢得貢士。順治二年，擔任山西介休縣知縣。